# 상마누에우

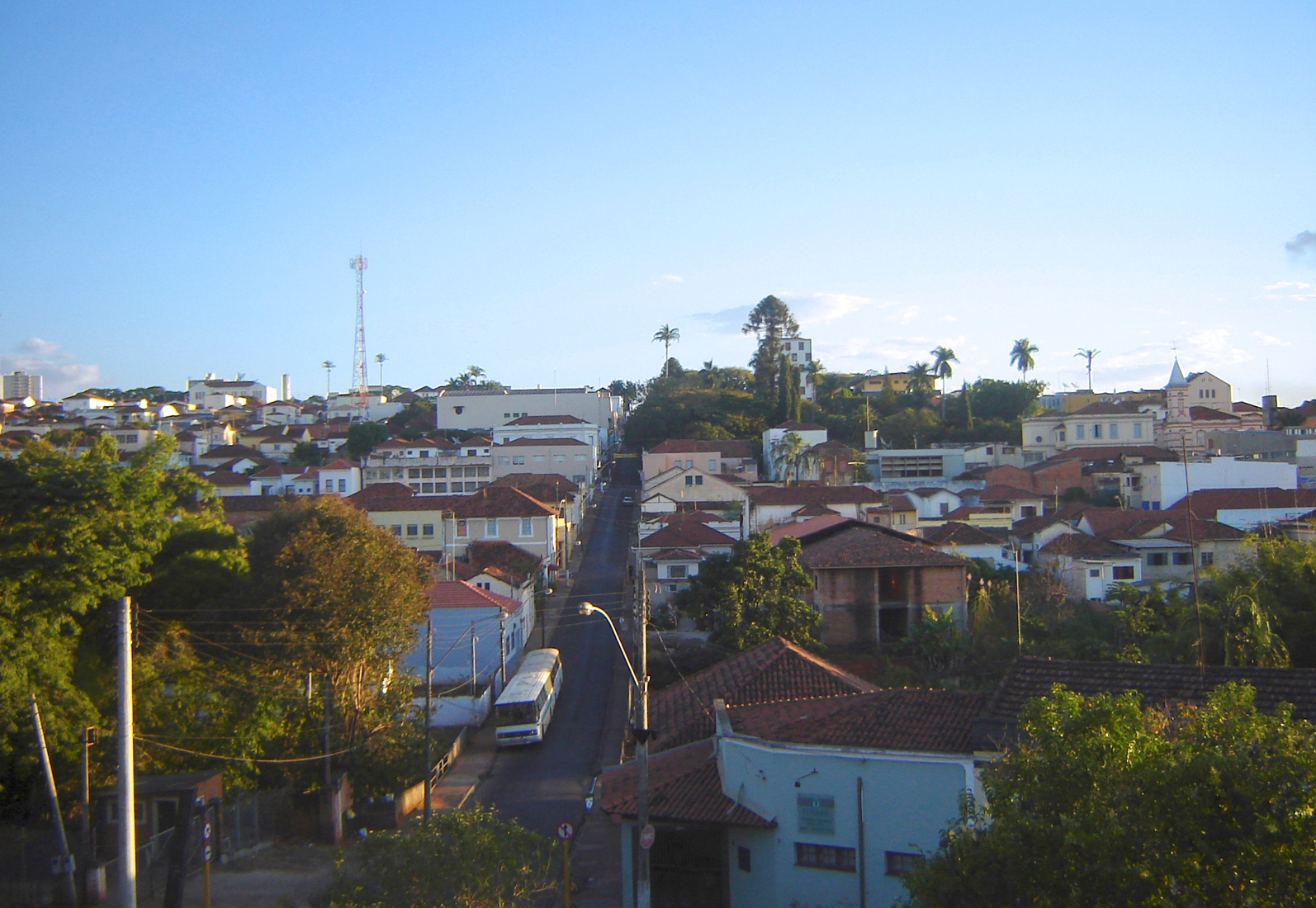
상마누에우

상마누에우의 위치

상마누에우(포르투갈어: São Manuel)는 브라질 상파울루주의 도시로 면적은 651km2, 높이는 709m, 인구는 40,367명(2015년 기준), 인구 밀도는 62명/km2이다.